# Rhipidoherpia
Rhipidoherpia is een geslacht van wormmollusken uit de  familie van de Rhipidoherpiidae.

## Soort
- Rhipidoherpia copulobursata Salvini-Plawen, 1978